# Art de la fugue : enregistrements
 (décembre 2024).
La mise en forme du texte ne suit pas les recommandations de Wikipédia : il faut le « wikifier ».
Les points d'amélioration suivants sont les cas les plus fréquents. Le détail des points à revoir est peut-être précisé sur la page de discussion.
- Les titres sont pré-formatés par le logiciel. Ils ne sont ni en capitales, ni en gras.
- Le texte ne doit pas être écrit en capitales (les noms de famille non plus), ni en gras, ni en italique, ni en « petit »…
- Le gras n'est utilisé que pour surligner le titre de l'article dans l'introduction, une seule fois.
- L'italique est rarement utilisé : mots en langue étrangère, titres d'œuvres, noms de bateaux, etc.
- Les citations ne sont pas en italique mais en corps de texte normal. Elles sont entourées par des guillemets français : « et ».
- Les listes à puces sont à éviter, des paragraphes rédigés étant largement préférés. Les tableaux sont à réserver à la présentation de données structurées (résultats, etc.).
- Les appels de note de bas de page (petits chiffres en exposant, introduits par l'outil «  Source ») sont à placer entre la fin de phrase et le point final[comme ça].
- Les liens internes (vers d'autres articles de Wikipédia) sont à choisir avec parcimonie. Créez des liens vers des articles approfondissant le sujet. Les termes génériques sans rapport avec le sujet sont à éviter, ainsi que les répétitions de liens vers un même terme.
- Les liens externes sont à placer uniquement dans une section « Liens externes », à la fin de l'article. Ces liens sont à choisir avec parcimonie suivant les règles définies. Si un lien sert de source à l'article, son insertion dans le texte est à faire par les notes de bas de page.
- La présentation des références doit suivre les conventions bibliographiques. Il est recommandé d'utiliser les modèles {{Ouvrage}}, {{Chapitre}}, {{Article}}, {{Lien web}} et/ou {{Bibliographie}}. Le mode d'édition visuel peut mettre en forme automatiquement les références.
- Insérer une infobox (cadre d'informations à droite) n'est pas obligatoire pour parachever la mise en page.

Pour une aide détaillée, merci de consulter Aide:Wikification.
Si vous pensez que ces points ont été résolus, vous pouvez retirer ce bandeau et améliorer la mise en forme d'un autre article.
L'Art de la fugue est une composition musicale de Jean-Sébastien Bach. Bien que probablement écrite pour le clavier, elle se prête à de nombreuses interprétations ou adaptations. Ces interprétations sont plus facilement accessibles par le disque que par tout autre moyen. L'objet du présent article n'est pas de recommander telle version « de référence », mais de recenser les interprétations et adaptations, en mentionnant leurs caractéristiques.

## Interprétations au(x) clavier(s)

### Clavecin
- Gustav Leonhardt (1953),
- Gustav Leonhardt avec le concours de Bob van Asperen (1969),
- Davitt Moroney (1985), Kenneth Gilbert (1989),
- Robert Stephen Hill (pl) (1998),
- Menno van Delft (1999),
- Sébastien Guillot (2004),
- Pieter Dirksen (2007),
- Fabio Bonizzoni (avec Mariko Uchimura) (2011),
- Martha Cook (2013).

### Fortepiano
- Riemer (2006)

### Piano
- Tatiana Nikolaïeva (1967),
- Glenn Gould (1967, 1981 - extraits),
- Grigory Sokolov (1982),
- Evgeni Koroliov (1990),
- Pierre-Laurent Aimard (2008),
- Alice Ader (2009),
- Zhu Xiao-Mei (2014),
- Kimiko Ishizaka (2017)[1],[2],
- Katharina Ulex[3] (2020),
- Eloïse Bella Kohn (2021).

### Orgue
Chronologie :
- Helmut Walcha (1956, compl. 1970),
- Glenn Gould (1962 - extraits),
- Lionel Rogg (1969),
- Marie-Claire Alain (Rotterdam, 1974),
- Herbert Tachezi (1977),
- Alessio Corti (1991),
- Wolfgang Rübsam (1992),
- Marie-Claire Alain (Masevaux, 1993),
- Louis Thiry (1993),
- Josef Popelka avec Zuzana Nemeckova (1993),
- Bernard Lagacé (1995),
- Thierry Mechler (1996),
- Kei Koito (1999),
- André Isoir (1999),
- Gerd Zacher (1999),
- Jaroslav Tuma (1999),
- Hans Fagius (1999),
- Karol Golebiowski (2000),
- Colm Carey (2001),
- Régis Allard (2006),
- Ullrich Böhme (2006),
- Terje Winge (2006),
- Bernard Foccroulle (2010),
- George Ritchie (2010),
- Léon Berben (2011),
- Marie-Ange Leurent - Éric Lebrun (2014]

### Plusieurs claviers, en alternance ou ensemble
- Ton Koopman & Tini Mathot (clavecins, 1994),
- Pascale Rouet & Jean-Christophe Leclère (orgue à 4 mains, 1999),
- Geiser & Sombart (2009),
- Kofler (2010)

## Ensembles à cordes

### Consorts de violes de gambe
- Fretwork (2002),
- Sit Fast (2010)

## Ensembles à vents

### Ensembles de saxophones
- Aurelia Saxophone Quartet (2005)

### Ensembles de flûtes
- Loeki Stardust Quarter (1998)

### Autres ensembles
- Calefax reed quintet (2000)

## Orchestres de chambre baroques
- Collegium Aureum (1962) ;
- Musica Antiqua Köln, Goebel (1984) ;
- Hespèrion XX, Jordi Savall (1988) ;
- Concerto Italiano, Alessandrini (1997) ;
- La grande écurie et la chambre du Roy, Malgoire (1993) ;
- Il suonar parlante, Ghielmi (2008) ;
- Akademie für alte Musik Berlin (2011).

## Orchestres de chambre ou autres formations classiques
- Karl Ristenpart (1964),
- Academy of St Martin in the Fields, Neville Marriner (1974),
- Ensemble de cuivres Pascal Vigneron, Solistes de l'orchestre de chambre du marais, Jean Galard, Pascal Vigneron (2005)

## Divers
- Noël Akchoté à la guitare[4] (2023)

## Concerts mémorables
L'Art de la Fugue est rarement joué en concert, une heure de musique en ré mineur faisant parfois hésiter les organisateurs. Toutefois, un certain nombre d'interprétations ont pu marquer durablement des auditeurs célèbres (Alban Berg, ...), et leurs témoignages sont recensés ici[Où ?].